# Зимові Паралімпійські ігри 1998
Зимові Паралімпійські ігри 1998 відбулись у Нагано, Японія, з 5 березня по 14 березня. Вони стали сьомими Зимовими Паралімпійські іграми.

## Види спорту
- Лижні перегони
- Гірськолижний спорт
- Лижні перегони
- Швидкісний спуск на санях
- Хокей на санях

## Таблиця медалей
Легенда
      Країна-господар
Топ-10 неофіційного національного медального заліку:
| Місце | Країна    | Золото | Срібло | Бронза | Загалом |
| ----- | --------- | ------ | ------ | ------ | ------- |
| 1     | Норвегія  | 18     | 9      | 13     | 40      |
| 2     | Німеччина | 14     | 17     | 13     | 44      |
| 3     | США       | 13     | 8      | 13     | 34      |
| 4     | Японія    | 12     | 16     | 13     | 41      |
| 5     | Росія     | 12     | 10     | 9      | 31      |
| 6     | Швейцарія | 10     | 5      | 8      | 23      |
| 7     | Іспанія   | 8      | 0      | 0      | 8       |
| 8     | Австрія   | 7      | 16     | 11     | 34      |
| 9     | Фінляндія | 7      | 5      | 7      | 19      |
| 10    | Франція   | 5      | 9      | 8      | 22      |